# عثمان اوجالان
عثمان اوجالان متولد (۱۹۵۸، عمرلی (خلفتی)، استان شانلی‌اورفه)، متوفی ۲۰۲۱ کردستان عراق، سیاستمدار کرد واز فرماندهان سابق پ.ک. ک می‌باشد او
برادر کوچکتر عبدالله اوجالان است. عثمان قبل از پیوستن به پ.ک. ک که در سال ۱۹۷۸ تأسیس شد و دو سال را در لیبی گذراند، در کالج آموزش معلمان تحصیل کرد. وی در سال ۱۹۸۶ به کمیته مرکزی پیوست و در دهه ۱۹۹۰ به کمیته اجرایی رسید و در مقام فرماندهی پ.ک. ک تقریباً دوم شد. در اوت ۲۰۰۴ او از پ ک ک جدا شد تا حزب دموکراتیک میهنی (PWD) را با حکمت فیدان تشکیل دهد. اماعمر PWD کوتاه مدت بود پس از ترور فیدان در ژوئیه ۲۰۰۵ در دیاربکر PWDمنحل شد.
عثمان اوجالان، برادر عبدالله اوجالان رهبر دربند حزب کارگران کردستان، صبح ۲۴ آبان ۱۴۰۰ بر اثر بیماری در اربیل درگذشت.